# 원중초등학교
원중초등학교는 대한민국 경기도 고양시 일산동구 식사동에 있는 공립 초등학교이다.

## 학교 연혁
- 1964년 3월 1일 원당국민학교 원중분실 개설(5학급)
- 1967년 3월 1일 원중국민학교 개교
- 1983년 3월 10일 병설유치원 개원(1학급)
- 1996년 3월 1일 원중초등학교로 교명 개명
- 2010년 8월 16일 고양시 일산동구 위시티3로 67로 신축 이전
- 2011년 3월 1일 19학급 편성(특수학급 1학급, 유치원 2학급)
- 2018년 2월 10일 제 51회 졸업식(184명 졸업, 역대 졸업생 3,637명)
- 2018년 3월 1일 39학급 편성(특수학급 1학급, 유치원 2학급)
- 2018년 3월 1일 제 17대 오성렬 교장 취임
- 2022년 3월 1일 50학급 편성(특수학급 2학급, 유치원 2학급)